# Fissidens diversifolius
Fissidens diversifolius är en bladmossart som beskrevs av Mitten 1859. Fissidens diversifolius ingår i släktet fickmossor, och familjen Fissidentaceae. Inga underarter finns listade i Catalogue of Life.